# Motocykl policyjny

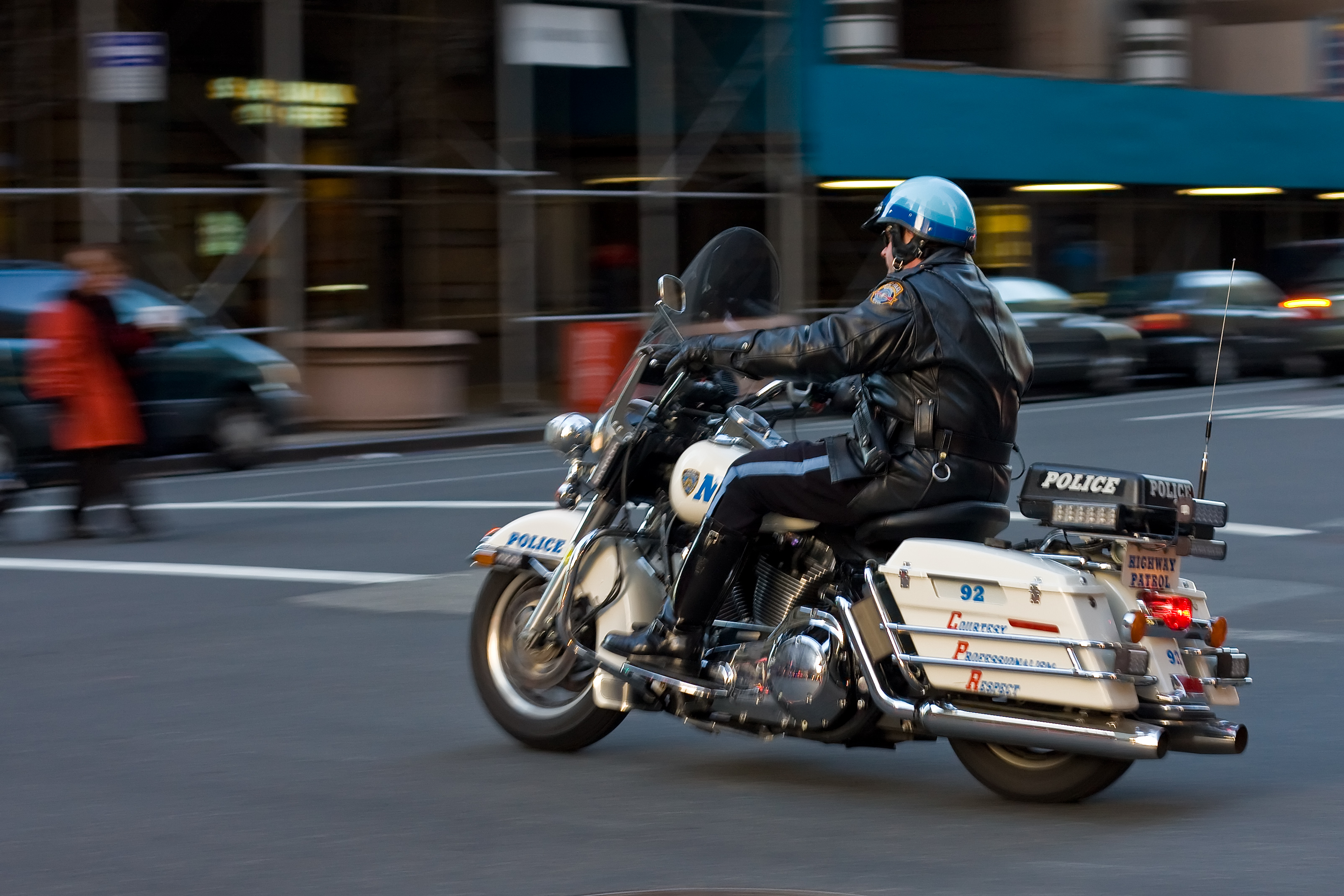
Nowojorski policjant na motocyklu

Motocykl policyjny – motocykl używany przez jednostki policji, często indywidualnie projektowany, aby spełniać wymagania specjalnego użytku.

## Historia
Policjanci używają motocykli głównie do patrolowania ulic i podczas eskortowania pojazdów od początku XX wieku. August Vollmer szef wydziału policji w Berkeley w stanie Kalifornia uznawany jest za organizatora pierwszego oficjalnego policyjnego patrolu motocyklowego w Stanach Zjednoczonych w 1911, jednakże kilka oddziałów policji z USA raportowało używanie motocykli jako pojazdów patrolowych już wcześniej. Harley-Davidson uważa Detroit w stanie Michigan za pierwszego nabywcę motocykli dla policji w roku 1908. Oddział policji w Evanston w stanie Illinois także zakupił motocykl dla swojego oficera w 1908. Także w Portland w stanie Oregon jeden z oficerów używał prywatnego motocykla do patrolowania miasta w 1909.
Rola motocykla jako taniego publicznego środka transportu rozwinęła się w latach trzydziestych XX wieku, a ich użycie przez policję oraz wojsko wzrosło.

## Motocykle policyjne w Polsce
Według stanu na dzień 1. stycznia 2022 Policja w Polsce dysponowała 1268 motocyklami, między innymi: BMW K1200R, BMW R1250RT, Honda CB 1000, Honda CBF 1000, Kawasaki Versys, Kawasaki Z800, Triumph Tiger 1050, Yamaha Diversion czy Yamaha FJR 1300.

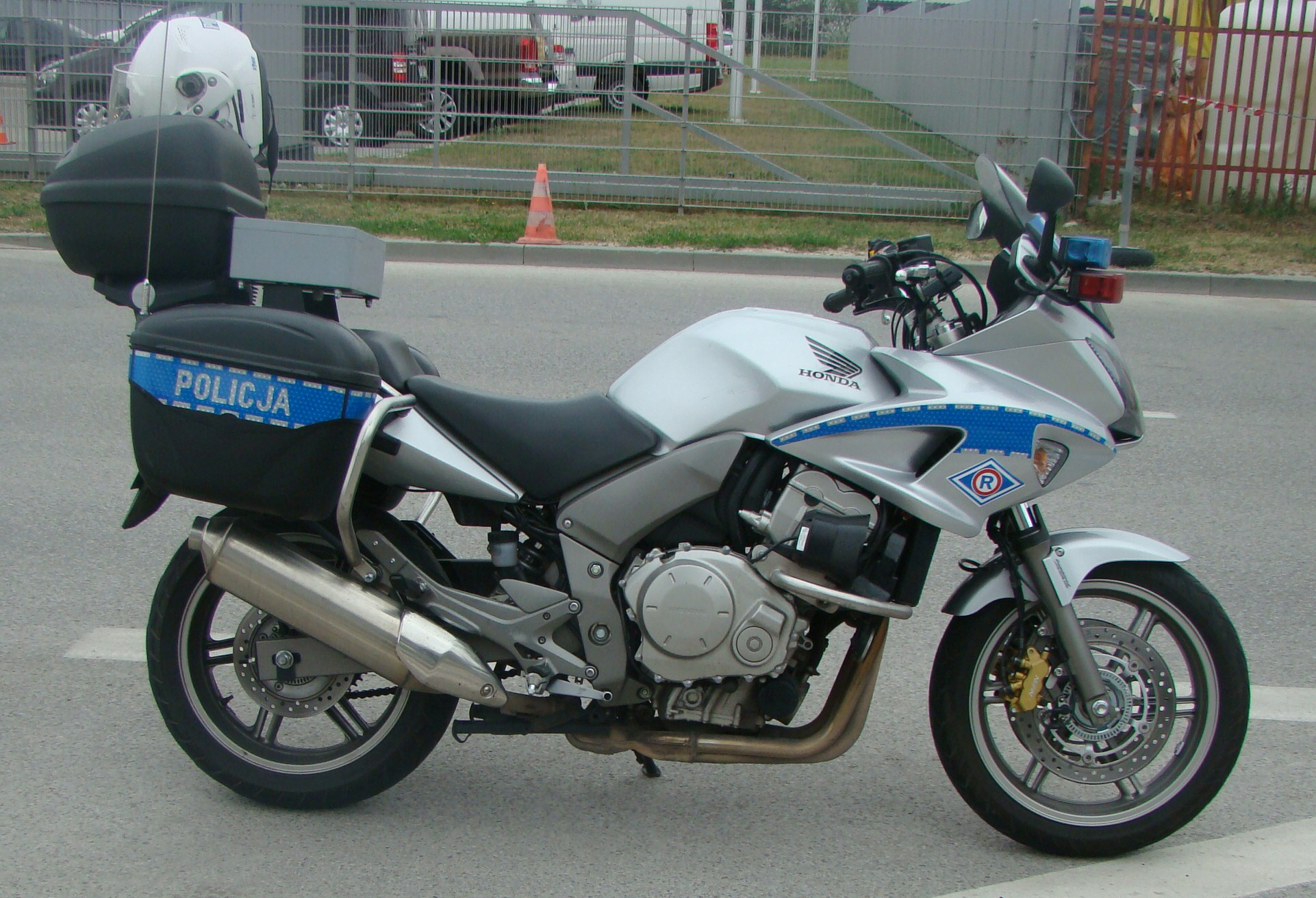
Honda
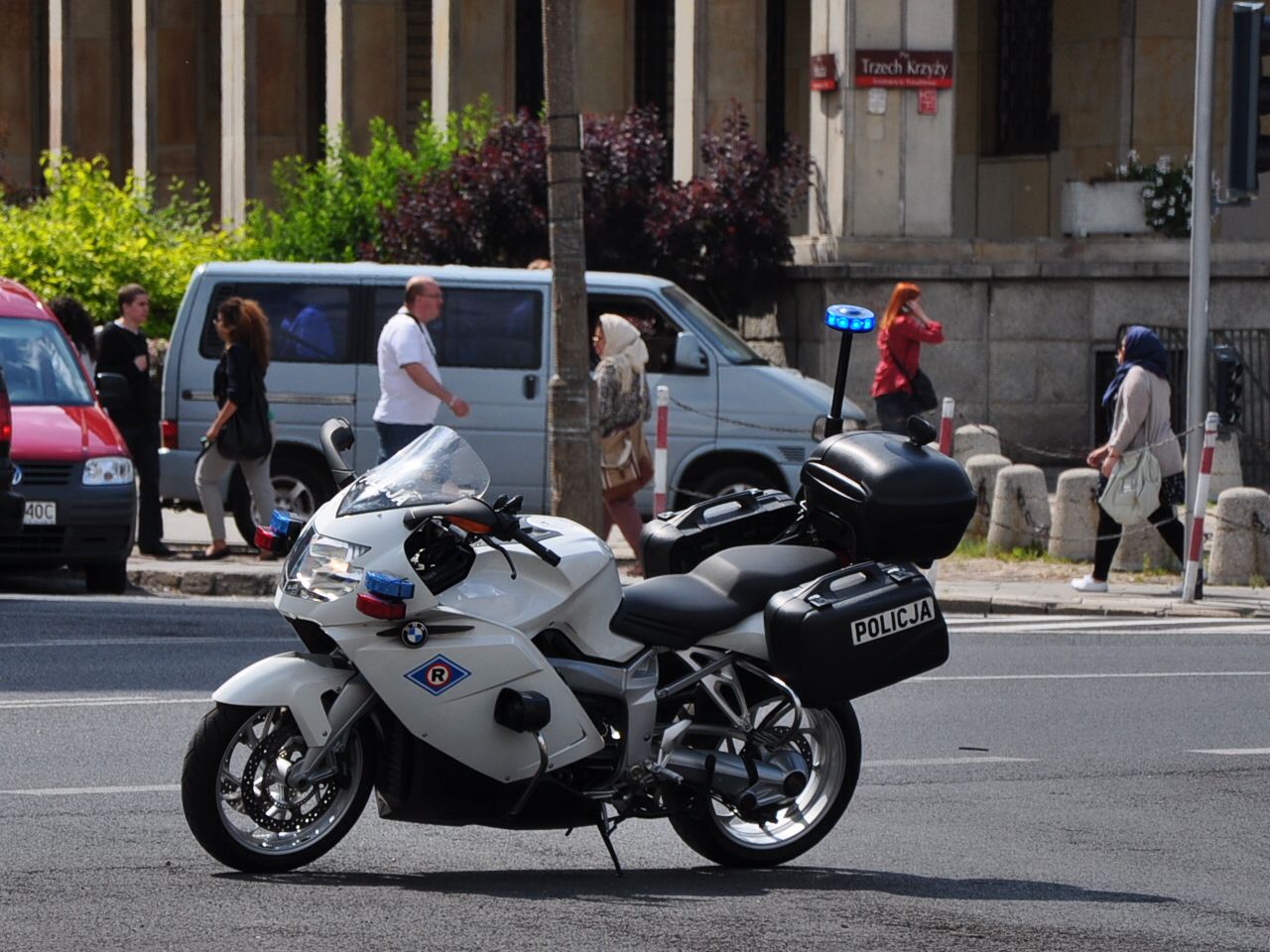
BMW
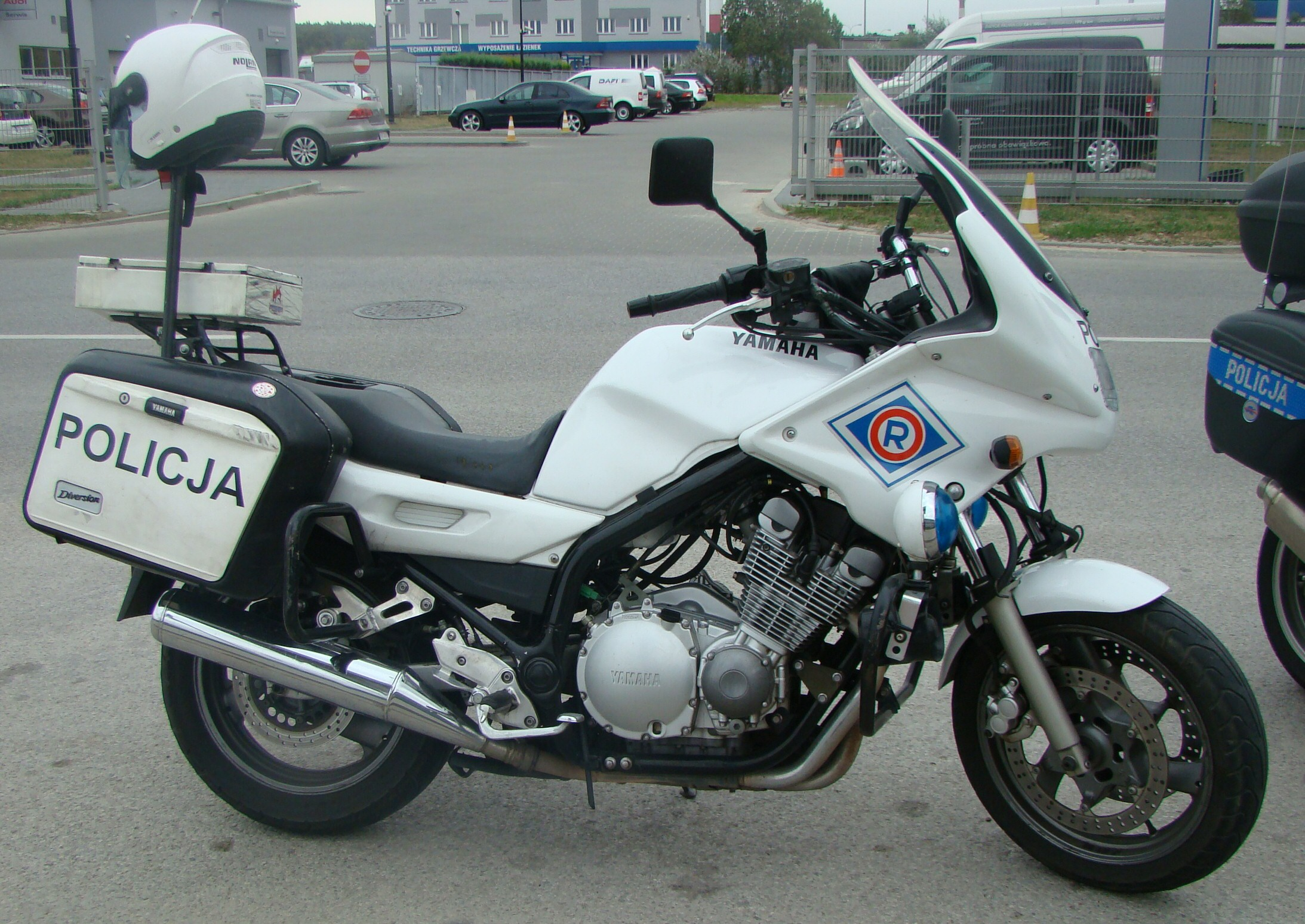
Yamaha